# スター☆コンチェルト〜オレとキミのアイドル道〜
『スター☆コンチェルト〜オレとキミのアイドル道〜』（スターコンチェルト オレとキミのアイドルどう）は、2017年1月からメ〜テレとTOKYO MXで放送されたテレビドラマ。制作は共同テレビ。略称は『スタ☆コン』
「新人男性アイドル候補生・スター☆コンチェルトが、共同生活を送りながら成長していく」という内容のオリジナル作品。番組プロデューサーは「女性視聴者のみに向けてこのドラマを作っている」とコメントしている。物語の主人公はこのアイドルたちの担当になった新人女性マネージャーで、その主人公は「視聴者」という設定であり、ドラマの中では女性マネージャー目線の映像になる恋愛ゲームのような演出がある。出演者には、本作がテレビドラマ初主演となる猪野広樹のほか、鎌苅健太・川隅美慎・鷹松宏一・永田崇人など、「2.5次元舞台」の常連出演者である俳優が名を連ねる。
劇中の8人組ユニット「スター☆コンチェルト」は、3月に本作の主題歌「So Distance」でCDデビュー。ドラマの終了後もセカンド・シングルのリリースやライブツアーの開催、別の番組が始まるなど、ドラマの域を出ての活動を展開する。

## あらすじ
芸能事務所・SSプロダクションが主催したオーディション「スタープロジェクト」のもと、瑛倉ヒロキらデビュー候補生の男子たち6人が一軒家「星輝寮」（ほしきらりょう）に集められた。6人は、かつて何人もの男性スターを輩出したこの寮で共同生活を送りながら、芸能界デビューを目指すこととなる。しかし、デビューの形は事前には知らされていなかった「全員でアイドルユニットとしてデビュー」というものであった。6人は寮の管理人から「スター☆コンチェルト」というユニット名をもらい、デビューに向けて動き出す。ソロ志向が強い者やアイドルに抵抗のある者など性格も意見もバラバラな6人を、新人女性マネージャーが彼らをまとめる仕事を任される。

## キャスト

### スター☆コンチェルト
スター☆コンチェルトのメンバーには、それぞれにイメージカラーが設定されている。
瑛倉 ヒロキ（えいくら ヒロキ）
演 - 猪野広樹
イメージカラーは赤。スター☆コンチェルトのリーダー。アイドル志望である。明るく人懐っこい性格で、共同生活に対しても「何だかワクワクする」と乗り気になる。寮では周と同室。
日々野 周（ひびの あまね）
演 - 鎌苅健太
イメージカラーは青。普段は眼鏡をかけている。ソロ志向が人一倍強く、「馴れ合いは不要」と周囲に対してライバル心をむき出しにしていた。回を重ねる毎にスタ☆コンとの仲間意識が高まり、ヒロキと共にデビューに向けてスタコンをまとめるようになる。日比野グループの御曹司で、名字で呼ばれることを嫌う。兄の浩介から家に帰るよう何度も説得されていた事が判明した。
長谷川 翔音（はせがわ ショーン）
演 - 川隅美慎
イメージカラーは黒。ヤンキーっぽい風貌のワイルド系男子。ダンスが得意。
花宮 みなみ（はなみや みなみ）
演 - 永田崇人
イメージカラーはピンク。かわいい系男子。「超絶可愛いみなみだよ」が決め台詞。キュートで優しいが実際はけっこうな肉食系小悪魔男子。マネージャーのことを姉のように慕い、たまに本気で口説いてる。男子校でいじめられていた過去があり、1人になりがちな奏のことを放っておけない。
田中 理一郎（たなか りいちろう）
演 - 鷹松宏一
イメージカラーは緑。ユニット内で最も長身。委員長キャラの真面目男子。一人称は「私」で、古めかしい言葉遣いをする。「アイドル」に対して拒否反応を示すが、「応援してくれる者がいるのならば」とそれを受け入れる。
石森 奏（いしもり かなで）
演 - 鈴木祐士郎
イメージカラーはオレンジ。ユニット内で最も小柄。気弱な性格。音楽(ピアノ)が得意。自分の力を証明するためスタ☆コンの楽曲を作るよう命じられ、作曲したこともある。
写楽 佑太（しゃらく ゆうた）
演 - 古川龍慶
イメージカラーは金。人気動画投稿者で、オーディションで星輝寮に呼ばれたメンバーではない。お調子者だが、面白いことならなんでもやる、というポリシーを持ち、動画制作に命をかけている。
丸山 武蔵（まるやま むさし）
演 - 桐矢彰吏
イメージカラーは銀。写楽の幼なじみで、動画投稿の相方。写楽とは対照的に朴訥で真面目な性格。だが、写楽と同様面白い動画のためなら何にでも挑戦する。

### D4U
D4U（ディーフォーユー）は、SSプロダクションに所属する兄弟ユニット。スター☆コンチェルトの先輩にあたる。パフォーマンス、ファン対応ともに「完璧」と称されている。
紫城院 ヒカル（しじょういん ヒカル）
演 - U3（5IGNAL）
言葉のセンスが独特で周囲に伝わりづらいことがあり、そのときはケイが通訳のような役目になる。
紫城院 ケイ（しじょういん ケイ）
演 - ENOYU（5IGNAL）

### SSプロダクション関係者
マネージャー
演 - ？
新人女性マネージャー。「世話係」という名目で、星輝寮でスター☆コンチェルトのメンバーたちと暮らすことになる。
劇中ではマネージャーの姿が映ることはあるが、顔は出てこない。声を発することもなく、その発言はすべてゲームのような字幕で表される。
⼩須⽥ 誠（こすだ まこと）
演 - 波岡一喜
チーフマネージャー。スター☆コンチェルトに対してマネージャーに「彼らの自主性を大切にすること」と教えている。普段は物腰柔らかだが、たまに柄の悪さが表に出ることがある。
権⽥原 稲造（ごんだわら いなぞう）
演 - 半海一晃
星輝寮の管理人。スター☆コンチェルトの命名者。当初はメンバーたちに素性を隠していたが、その正体は伝説のプロデューサーであった。

### その他
記者
演 - 永山たかし
瀧山 光汰
演 - 松島庄汰
かつて星輝寮で過ごした先輩アイドル。
日々野 浩介
演 - 鷲尾昇
周の兄。

### ナレーション
- カック - 興津和幸

## スタッフ
- 原案 - 坪田文
- 脚本 - 坪田文、広田光毅、佐々木なふみ、有賀ひかる
- 企画 - 北田修一
- 演出 - 髙丸雅隆
- 演出補 - 北坊信一、池辺安智
- 劇伴音楽 - Evan Call
- オープニングテーマ - スター☆コンチェルト「So Distance」（作詞:SAKI、作曲・編曲: ヤマシタタツヤ）
- エンディングテーマ -  Initial'L「VISION」[7]
- プロデューサー - 柳川由起子、上久保友貴
- 制作プロダクション - 共同テレビ
- 製作 - 「スタ☆コン」製作委員会

## 放送日程
ここでは放送開始が最も早いメ〜テレの日程を記載する。
| 各話   | 放送日  | サブタイトル                              |
| ------ | ------- | ----------------------------------------- |
| 第1話  | 1月10日 | 輝く6つの星！スタ☆コン誕生！              |
| 第2話  | 1月17日 | アイドルと共同生活!? 輝けスタ☆コン！      |
| 第3話  | 1月24日 | 天才アイドル、その名はD4U!!               |
| 第4話  | 1月31日 | 星を引っ張れ！スタ☆コンのリーダーは誰だ!? |
| 第5話  | 2月14日 | オリジナル曲完成!? 奏でる星の協奏曲！     |
| 第6話  | 2月21日 | 目指せ一番星！スタ☆コンのダンス戦線！     |
| 第7話  | 2月28日 | 嵐を呼ぶ？動画の世界から来た男たち！      |
| 第8話  | 3月07日 | コンビ解消!? 2人は星になれるのか！        |
| 第9話  | 3月14日 | 集えファン！スタ☆コン初めてのイベント     |
| 第10話 | 3月21日 | 掴め！デビューへの輝き!!                  |
| 第11話 | 3月28日 | 星が消える!? ヒロキの苦悩と周の決意       |
| 第12話 | 4月04日 | スタ☆コンデビュー！オレとキミのアイドル道 |

## 放送局
| 放送地域   | 放送局     | 放送時間                                                              | 放送期間                | 系列           |
| ---------- | ---------- | --------------------------------------------------------------------- | ----------------------- | -------------- |
| 中京広域圏 | メ〜テレ   | 火曜 0:20 - 0:50（月曜深夜）                                          | 2017年1月10日 - 4月4日  | テレビ朝日系列 |
| 東京都     | TOKYO MX   | 水曜 22:00 - 22:25                                                    | 2017年1月11日 - 3月29日 | 独立局         |
| 近畿広域圏 | 読売テレビ | 水曜未明 3:17 - 3:47（火曜深夜） （初回、以降開始時刻はイレギュラー） | 2017年4月12日 -         | 日本テレビ系列 |

## スタ☆コンクッキング
『スタ☆コンクッキング』は、スター☆コンチェルトのメンバーが料理に挑戦するという内容のミニ番組。ドラマ終了後の2017年4月からスタートした。

### 放送局（スタ☆コンクッキング）
| 放送地域 | 放送局         | 放送時間           | 放送期間        | 系列           |
| -------- | -------------- | ------------------ | --------------- | -------------- |
| 東京都   | TOKYO MX       | 水曜 22:25 - 22:30 | 2017年4月5日 -  | 独立局         |
| 熊本県   | 熊本県民テレビ | 火曜 11:25 - 11:30 | 2017年4月11日 - | 日本テレビ系列 |

## 関連商品

### シングル
- スター☆コンチェルト「So Distance」（2017年3月8日、YTE）
- D4U「MERMAID」（2017年3月8日、YTE）
- スター☆コンチェルト、2ndシングル

「Make a move on」（2017年5月17日）
- スター☆コンチェルト、3rdシングル　「Yes/No」（2017年7月26日）